# Wieliszew

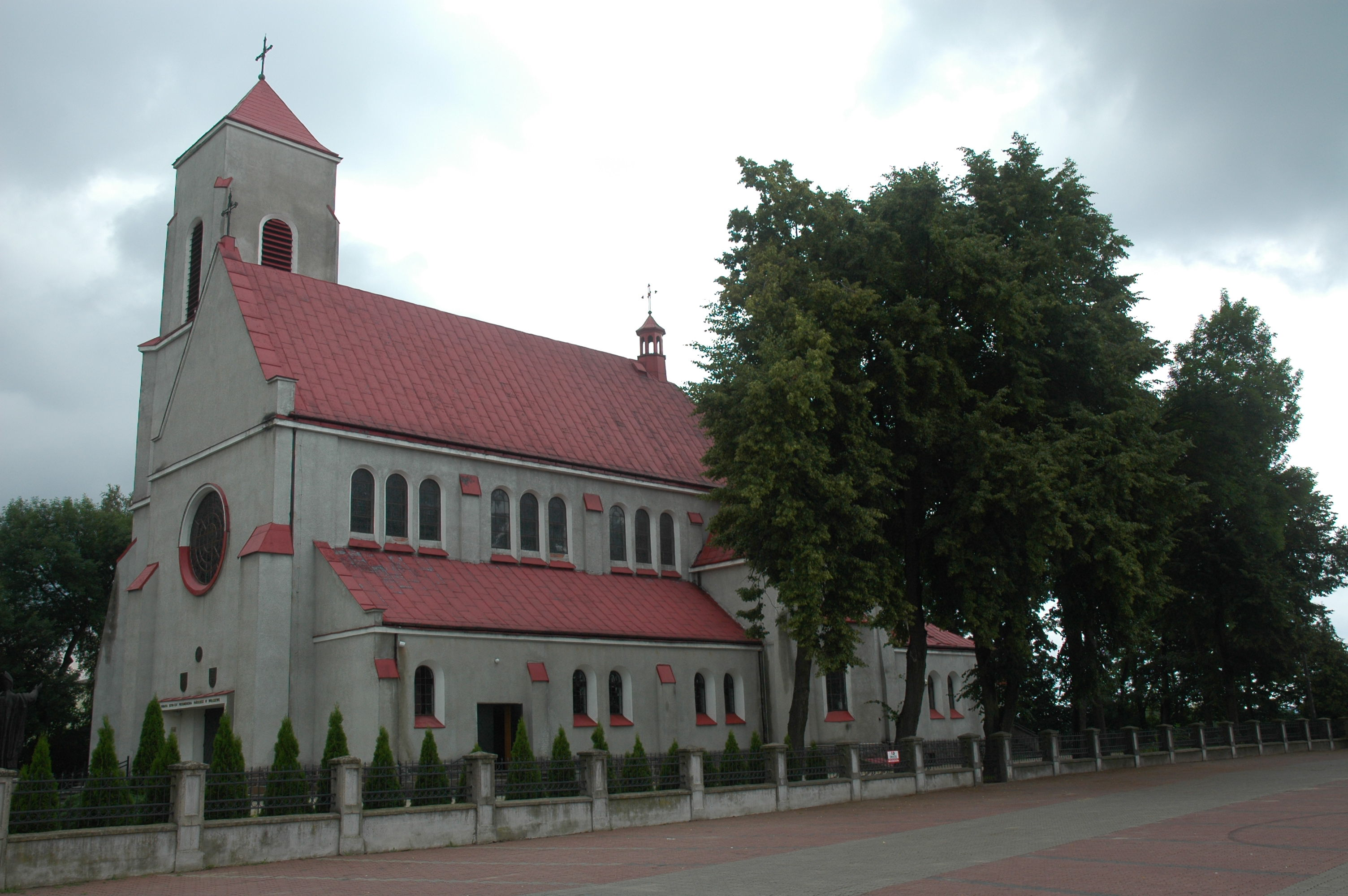
Kościół parafialny pw. Przemienienia Pańskiego w Wieliszewie

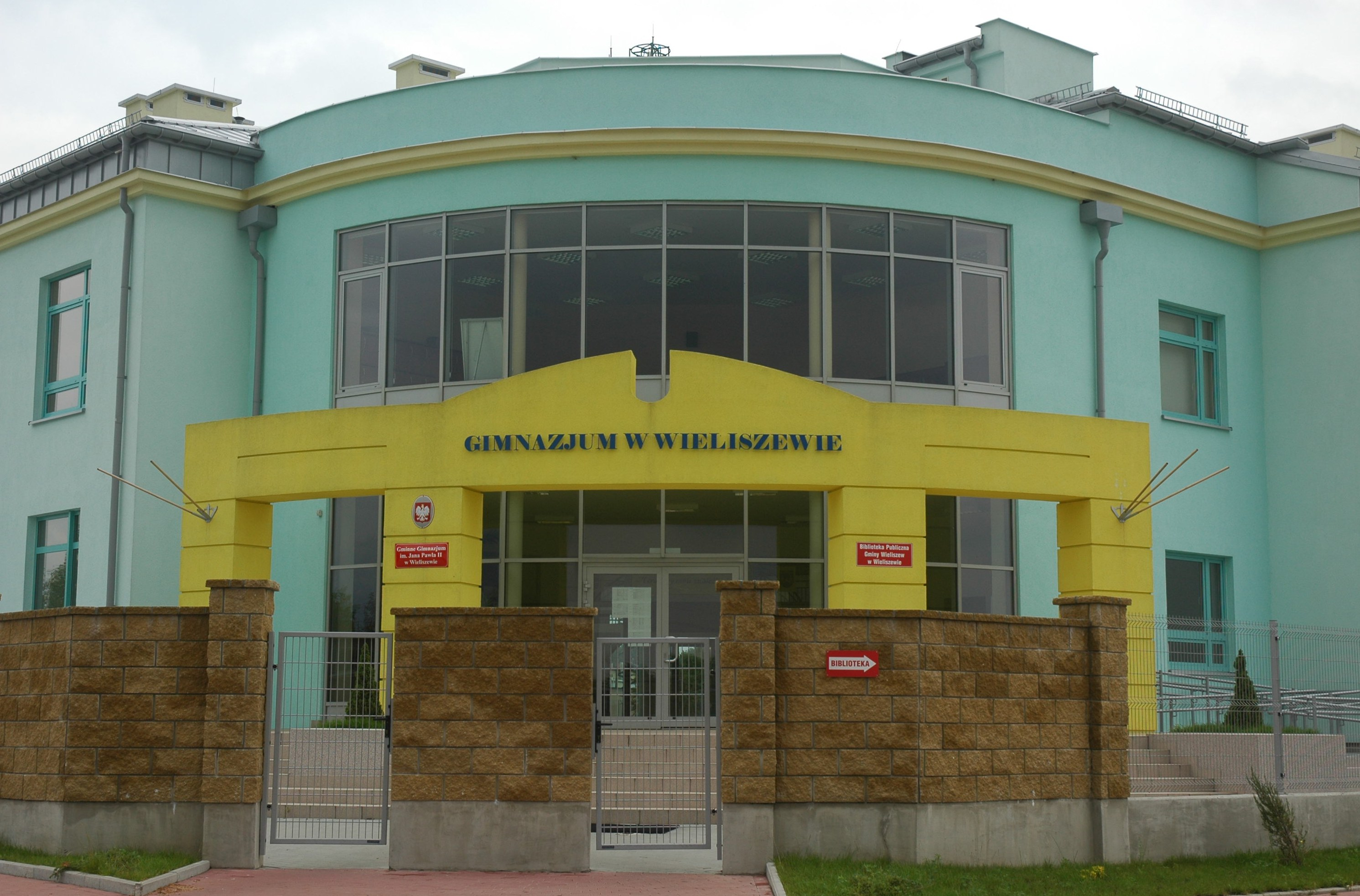
Gminna Szkoła Podstawowa nr. 2 im. Jana Pawła II. W budynku szkoły znajduje się również biblioteka z niezależnym wejściem (Stare gimnazjum gminne)

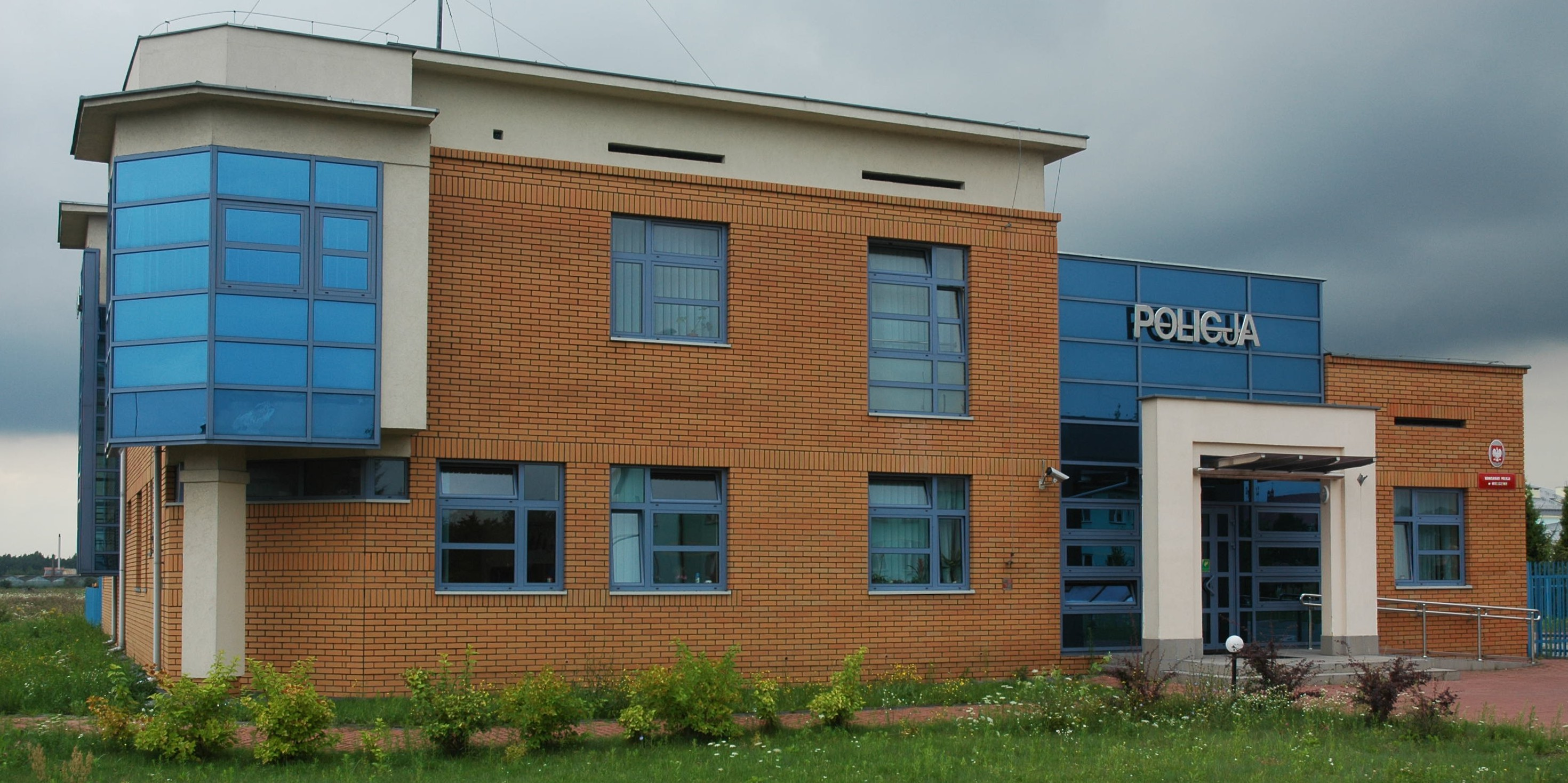
Komisariat Policji

Wieliszew – wieś sołecka w Polsce, w województwie mazowieckim, w powiecie legionowskim, w gminie Wieliszew. Położona w Kotlinie Warszawskiej, 30 km na północ od centrum Warszawy, nieopodal płd. brzegu Zalewu Zegrzyńskiego, otoczona trzema kompleksami leśnymi oraz siecią kanałów i jezior Doliny Wieliszewskiej.
Miejscowość jest siedzibą gminy Wieliszew. Wieś duchowna położona była w 1580 roku w powiecie warszawskim ziemi warszawskiej województwa mazowieckiego. W latach 1994–1995 miejscowość była siedzibą gminy Skrzeszew.
Przez Wieliszew przebiegają droga wojewódzka nr 631 oraz Linia kolejowa nr 10.

## Historia i teraźniejszość
Najstarsze ślady osadnictwa w Wieliszewie i w jego okolicach, pochodzące sprzed 8000 lat p.n.e., odnalezione zostały na terenie pobliskiej wsi Komornica. Kultura ta nazwana „komornicką” obejmowała swym zasięgiem prawie całą Polskę i stanowiła część kultury obejmującej Niemcy, Szwecję, Danię i Polskę. Liczne stanowiska archeologiczne – na wydmowym wzniesieniu, tzw. Górze Sztachera położonym nad Jeziorem Wieliszewskim odkryto mezolityczne obozowisko otwarte z pozostałościami osadnictwa myśliwych i rybaków sprzed 7 tys. lat (m.in. liczne narzędzia krzemienne i groby kloszowe). Przez długi czas stanowisko to było uważane za jedyny przejaw cyklu narwiańskiego w obrębie mezolitu młodszego.
Najstarsze wzmianki dotyczące Wieliszewa znaleźć można w dokumencie Codex diplomaticus Poloniae (tom I, 71) z 10 lutego 1254 r. opisującym własność klasztoru w Czerwińsku. 20 lipca 1387 roku biskup płocki Ścibor z Radzymina w akcie fundacyjnym nakazał wzniesienie w Wieliszewie kościoła w dobrach klasztoru Kanoników Regularnych z Czerwińska nad Wisłą. Tekst dokumentu zachował się w kopiariuszu czerwińskim pochodzącym z początku XVI wieku.
Jedna z miejscowych legend głosi, iż przed wieloma wiekami, w miejscu dzisiejszego kościoła parafialnego, dobiła do brzegu tratwa z transportem ściętego drzewa. Flisacy, wdzięczni za pokonanie niezwykle niebezpiecznego odcinka rzeki, pełnego wirów, które wielokrotnie rozrywały powiązane w tratwy pnie drzew, ofiarowali cały jego transport na budowę kościoła.
Kolejne drewniane świątynie trawiły pożary. Wzniesiony w 1728 roku staraniem księdza Mateusza Pozewskiego, konsekrowany w 1729 roku przez Stanisława Hozjusza, biskupa kamienieckiego, drewniany kościółek spłonął (wraz z całym wyposażeniem i archiwum dokumentującym prawie 600-letnią historię parafii) w czasie działań wojennych w roku 1944. Na jego miejscu, w latach 1950–1962 wybudowano według projektu architekta Zenona (lub Wiesława) Kononowicza nowy, murowany, bryłą i stylistyką nawiązujący do budowli romańskich. Jedynymi zabytkowymi elementami są dwa nieczynne już spiżowe dzwony. Legenda głosi, że dzwony zdjęte z kościelnej wieży podczas I wojny światowej w celu przetopienia na "armaty" odnalazły się po wojnie w Austrii i powróciły do Wieliszewa.
O dawnej świetności tych terenów świadczą także starania biskupa Andrzeja Stanisława Kostki Załuskiego, który w 1745 r. zabiegał - nieskutecznie - o uzyskanie przywileju lokalizacyjnego miasta dla wsi Wieliszew. W kolejnych wiekach Wieliszew wraz z Jabłonną znalazł się w dobrach Poniatowskich. Ostatnimi właścicielami wsi byli Tomasz Kamieński herbu Ślepowron i jego żona Maria Gautier, którzy pozostawili po sobie zabudowania folwarczne oraz zabytkową, klasycystyczną kaplicę cmentarną z 1834 r. z widniejącą na frontonie piękną, wymowną dedykacją – „Żona Mężowi”.
Zgodnie z zapisem w księdze wieczystej z połowy XIX w. mieszkańcy wsi Wieliszew, oraz okolicznych miejscowości: Łajski, Komornica, Poddębie, Skrzeszew i Kałuszyn, które stanowiły własność Augusta hr. Potockiego, w roku 1864 zgodnie z ukazem cara zostali uposażeni częścią ziem.
W 1939 rejon ten był bardzo ważny z wojskowego punktu widzenia, tu bowiem miano bronić stolicy przed atakiem wojsk niemieckich nacierających od północy. Obrona północnych rubieży Warszawy we wrześniu przebiegała na linii rzeki Narwi. Przeprawy w Dębem broniła 5 Dywizja Piechoty pod dowództwem gen. bryg. Juliusza Zulaufa. Do bezpośredniego starcia doszło właśnie pod Dębem, gdzie Niemcy pokonali opór Polaków i szybko posuwali się naprzód. Po południu, 13 września zajęli odcinek Wieliszew–Poniatów–Skrzeszew. W obronie Poniatowa poległ dowódca 2 baterii 8 pułku artylerii lekkiej ppor. Wiktor Dziarski. Na tej linii Niemcy zatrzymali się. Polacy nie próżnowali. Około południa ruszyło kontrnatarcie z rejonu Łajsk w kierunku Wieliszewa. Chwilowo nawet żołnierze polscy odnosili zwycięstwo, ale szybko zatrzymał ich ogień artylerii niemieckiej. To niepowodzenie nie załamało Polaków. Wieczorem ruszyły kolejne oddziały, które stacjonowały w lasach w rejonie Łajsk, Jabłonny i Legionowa. Mimo odwagi nacierających, nie udało się pokonać przeciwnika, który wykorzystał swoją artylerię. Polegli żołnierze polscy pochowani zostali na cmentarzu parafialnym w Wieliszewie. Spoczywają tam zwłoki 300 żołnierzy, którzy ponieśli śmierć broniąc przeprawy przez Bugo-Narew pod Dębem.
W latach 1975–1998 miejscowość administracyjnie należała do województwa warszawskiego. Wg administracji kościelnej Wieliszew należy obecnie do Diecezji Warszawsko-Praskiej. Dawniej należał do diecezji płockiej (XI wiek), a od 1788 do Archidiecezji Warszawskiej.
W miejscowości działało Państwowe Gospodarstwo Rolne Wieliszew, później jako Kombinat Państwowych Gospodarstw Ogrodniczych Wieliszew.
W Wieliszewie znajduje się uruchomiony w roku 1986 Zakład Wodociągu Północnego, który pokrywa 1/3 zapotrzebowania Warszawy na wodę pitną.

## Edukacja
Na terenie Wieliszewa znajduje się:
- Szkoła Podstawowa nr 1 im. Tadeusza Kościuszki w Wieliszewie
- Szkoła Podstawowa nr 2 im. Jana Pawła II w Wieliszewie
- Przedszkole Samorządowe nr 1 w Wieliszewie
- Przedszkole Samorządowe nr 2 w Wieliszewie
- Przedszkole Samorządowe nr 3 w Wieliszewie